# 점잡음

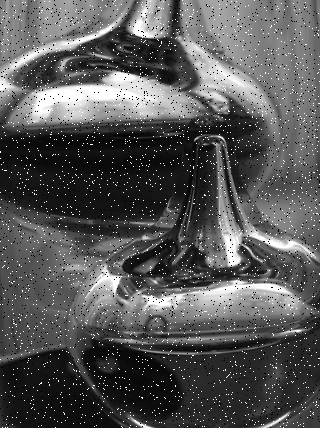
점잡음(Salt and pepper)이 생긴 이미지

점잡음 (Salt and pepper noise)은 일반적으로 이미지에 생성되는 노이즈의 한 종류이다. 점잡음이 발생한 이미지에는 무작위적인 희고 검은 점이 나타나게 된다. 일반적으로 이 잡음을 줄이기 위해서는 중간값 필터(Median Filter)를 사용한다.

## 같이 보기
- 불량 화소